# روزشمار جنبش دانشجویی ۱۴۰۱ ایران (شهریور و مهر)
روزشمار اعتراضات ۱۴۰۱ دانشجویان ایران به‌صورت جزءبه‌جزء اعتراضات دانشجویی را در ماه‌های شهریور و مهر ۱۴۰۱ روایت می‌کند که از ۲۷ شهریور ۱۴۰۱ در پی کشته شدن مهسا امینی قاتل کومله آغاز شد. این اعتراضات از دانشگاه تهران آغاز شد و با همراهی دانشگاه‌های تهران و شهرستان‌ها ادامه پیدا کرد.

## ۲۷ شهریور
- دانشگاه تهران:
  - شماری از دانشجویان دانشکده هنرهای زیبا دانشگاه تهران تجمع و تحصن اعتراضی برگزار کردند و در محوطه دانشکده روی زمین نشستند. «مهسا امینی»، «ژینا جان نمردی، نامت رمز می‌شود» از جمله نوشته‌های دانشجویان بر روی پلاکارد بود.[۳]
  - جمعی از دانشجویان دانشگاه تهران در پردیس مرکزی راهپیمایی اعتراضی برگزار کردند و شعار «زن، زندگی، آزادی» سر دادند. «ما نمی‌خواهیم بمیریم» و «من اعتراض دارم» از جمله نوشته‌های پلاکارد دانشجویان بود.[۴]

## ۲۸ شهریور
- دانشگاه امیرکبیر:
  - جمعی از دانشجویان دانشگاه صنعتی امیرکبیر تهران تجمع اعتراضی برگزار کردندو شعارهایی مانند «از کردستان تا تهران، ستم علیه زنان» و «کشتن برای روسری تا کی چنین خاک‌برسری» سر دادند. این تجمع با دخالت «نیروهای بسیجی» و لباس شخصی که به نظر می‌رسد مأموران حراست دانشگاه باشند، به خشونت کشیده شد.[۵]
  - عکس حضور پرشمار دانشجویان دانشگاه امیرکبیر در تجمع این روز، به یکی از تصاویر پربازدید و نمادین اعتراضات سراسری ۱۴۰۱ ایران تبدیل شد.[۶]
- دانشگاه تهران: جمعی از دانشجویان دانشگاه تهران در پردیس مرکزی با برگزاری تجمع، شعارهای اعتراضی سر دادند.[۷]
- دانشگاه فردوسی: جمعی از دانشجویان دانشگاه فردوسی مشهد راهپیمایی اعتراضی برگزار کردند. «مرگ بر دیکتاتور» از شعارهای این اعتراضات بود. با دخالت نیروهای بسیجی این تجمع به خشونت و درگیری شدید میان دو گروه تبدیل شد.[۸]
- دانشگاه علامه: جمعی از دانشجویان دانشگاه علامه طباطبایی تجمع اعتراضی برگزار کردند. «بیگاری، بیکاری، پوشش زن اجباری» از جمله شعار دانشجویان بود.[۹]
- دانشگاه هنر تهران: جمعی از دانشجویان دانشگاه هنر تهران با تجمع در محوطه دانشگاه، شعارهای اعتراضی سر دادند.[۱۰]
- دانشگاه شهید بهشتی: جمعی از دانشجویان دانشگاه شهید بهشتی تهران تجمع اعتراضی برگزار کردند.[۱۱]

## ۲۹ شهریور
- دانشگاه شهید بهشتی: جمعی از دانشجویان دانشگاه شهید بهشتی تجمع اعتراضی برگزار کردند. این تجمع با شعارهایی علیه رهبر جمهوری اسلامی و بسیج همراه بود.[۱۲]
- دانشگاه تهران: جمعی از دانشجویان دانشگاه تهران در پردیس مرکزی تجمع اعتراضی برگزار کردند. تعدادی از دانشجویان دختر نیز در یک حرکت اعتراضی، حجاب از سر خود برداشته بودند.[۱۳]
- دانشگاه علم و صنعت: جمعی از دانشجویان دانشگاه علم و صنعت تهران تجمع اعتراضی برگزار کردند و شعار «مرگ بر ماشین گشت کشتار» و «ما همه مهسا هستیم، بجنگ تا بجنگیم» سر دادند. این تجمع با درگیری و برخورد خشونت‌بار نیروهای حراست و بسیجی همراه بود.[۱۴]
- دانشگاه خوارزمی: جمعی از دانشگاه خوارزمی واحد کرج با برگزاری تجمع اعتراضی، شعارهای «تجاوز، جنایت، مرگ بر این ولایت» و «مرگ بر استبداد، حجاب و گشت ارشاد» سر دادند.[۱۵]
- دانشگاه علوم پزشکی تبریز: جمعی از دانشجویان دانشگاه علوم پزشکی تبریز تجمع اعتراضی برگزار کردند. «فرق و فساد و بیداد، ننگ بر این استبداد» و «از کردستان تا تبریز، صبر ما گشته لبریز» از شعارهای دانشجویان بود.[۱۶]
- دانشگاه یزد: جمعی از دانشجویان دانشگاه یزد با حضور در دانشگاه و سر دادن شعارهای «بیکاری، بیگاری، حجاب زن اجباری» و «دانشجو می‌میرد، ذلت نمی‌پذیرد» تجمع اعتراضی برگزار کردند.[۱۷]

## ۳۰ شهریور
- دانشگاه تهران: شماری از دانشجویان دانشگاه تهران در پردیس مرکزی تجمع اعتراضی برگزار کردند و شعارهایی مانند «مرگ بر دیکتاتور»، «مرگ بر ماشین گشت کشتار» و «از کردستان تا تهران، خونین تمام ایران» سر دادند. چند دانشجوی دختر نیز در یک حرکت اعتراضی، حجاب از سر خود برداشتند. در مقابل نیز جمعی از دانشجویان بسیجی تجمع برگزار کردند اما در نهایت با تندتر شدن شعارها، منجر به درگیری و برخورد خشونت‌بار بین این دو گروه دانشجو شد.[۱۸]
- دانشگاه الزهرا: جمعی از دانشجویان دانشگاه الزهرا با برگزاری تجمع اعتراضی، شعارهایی مانند «دانشجو می‌میرد، ذلت نمی‌پذیرد» و «الزهرا الزهرا، طالب خون مهسا» سر دادند. چند دانشجوی دختر نیز در یک حرکت اعتراضی، حجاب از سر خود برداشتند. دانشجویان بسیجی نیز در مقابل دانشجویان معترض تجمع کردند.[۱۹]
- دانشگاه آزاد علوم و تحقیقات: جمعی از دانشجویان دانشگاه آزاد علوم و تحقیقات تهران با برگزاری تجمع، شعارهای اعتراضی سر دادند.[۲۰]

## ۱ مهر
- تعطیلی دانشگاه‌ها: همزمان با گسترش اعتراضات دانشجویی، کلاس‌های حضوری دانشگاه‌ها برای یک هفته از ۲ تا ۷ مهر تعطیل و آموزش بصورت مجازی اعلام شد. علت این تصمیم اما تعطیلی ۲ روزه در تقویم و مشکلات حمل و نقل دانشجویان غیر بومی اعلام شد.[۲۱][۲۲][۲۳][۲۴]

## ۲ مهر
- دانشگاه تهران:
  - حراست دانشگاه تهران مانع از ورود شماری از دانشجویان به پردیس مرکزی شد و دانشجویان در محوطه دانشگاه تجمع اعتراض کردند. این اعتراض به درگیری منجر شد و چندین دانشجو با خشونت بازداشت شدند.[۲۵]
  - شماری از مأموران لباس شخصی کوی دانشگاه تهران را بستند و از خروج دانشجویان ممانعت به عمل آوردند.[۲۶]
- دانشگاه شریف: شماری از دانشجویان دانشگاه صنعتی شریف تهران مقابل دانشکده کامپیوتر تجمع کردند و به سمت در اصلی دانشگاه به راه افتادند. از سوی دیگر شماری از دانشجویان طرفدار حکومت زیر سردر دانشگاه تجمع کردند و باعث سر دادن شعار تند علیه یکدیگر شدند.[۲۷]

## ۳ مهر
- دانشگاه تهران: انجمن اسلامی دانشجویان دانشگاه تهران و علوم پزشکی تهران با صدور بیانیه‌ای انتقادی از همکاری کارمندان حراست با نیروهای امنیتی در دستگیری دانشجویان معترض و انتقال به «مکان‌های نامعلوم» خبر داد.[۲۸][۲۹]

## ۴ مهر
- دانشگاه امیرکبیر
  - شورای صنفی دانشگاه امیرکبیر با انتشار ویدیویی از پرتاب گاز اشک‌اور به محوطه خوابگاه شرفی خبر داد. طبق گزارش‌ها یک دانشجو در جریان این حمله زخمی شد.[۳۰]
  - نت‌بلاکز که وضعیت اینترنت در جهان را رصد می‌کند در گزارشی از اختلال اینترنت در دانشگاه امیرکبیر خبر داد.[۳۱]
- دانشگاه تربیت مدرس: شماری از دانشجویان دانشگاه تربیت مدرس تهران با در دست داشتن پلاکارد راهپیمایی اعتراضی برگزار کردند. «زن، زندگی و آزادی» و «دانشگاه آزاد است، بنیادتان بر باد است» از شعارهای این راهپیمایی بود.[۲۹][۳۲]
- دانشگاه علوم پزشکی تبریز: جمعی از دانشجویان دانشکده دندانپزشکی دانشگاه علوم پزشکی تبریز در اعتراض به بازداشت دانشجویان در محوطه این دانشکده اعتصاب کردند.[۳۳]
- دانشگاه شریف: شورای صنفی دانشگاه صنعتی شریف در نامه‌ای خطاب به رئیس دانشگاه، ضمن درخواست از مسئولان دانشگاه برای پیگیری وضعیت دانشجوهای دستگیرشده، از دانشجویان خواست تا در کلاس‌های درس شرکت نکنند.

## ۶ مهر
- دانشگاه حکیم سبزواری: شماری از دانشجویان دانشگاه حکیم سبزواری در سبزوار، ضمن خودداری از حضور در کلاس‌های درس، در حیاط دانشگاه دست به تجمع اعتراضی زدند.[۳۴][۳۵]
- دانشگاه علوم پزشکی شیراز: دانشجویان در تجمعات خود شعار «زن، زندگی، آزادی، مرد، میهن، آبادی» و «می‌جنگیم، می‌جنگیم، ایران رو پس می‌گیریم.» سر دادند. مأموران امنیتی شماری از دانشجویان این دانشکده را بازداشت کرده‌اند. استفاده از شعار «مرد، میهن، آبادی» در تجمعات دانشجویان این دانشگاه‌ها با انتقادهایی نیز روبرو شد.[۳۶][۳۷]
- دانشکده دامپزشکی دانشگاه شیراز: همزمان با تجمع اعتراضی دانشجویان دانشکده علوم پزشکی شیراز، دانشجویان دامپزشکی نیز در سالن‌های دانشگاه اعتصاب کردند.
- دانشگاه صنعت نفت آبادان

## ۷ مهر
- دانشگاه علوم پزشکی اصفهان: جمعی از دانشجویان دانشکده پزشکی دانشگاه علوم پزشکی اصفهان با خودداری از شرکت در کلاس‌های درس، در محوطه این دانشگاه تجمع برگزار کردند. «دانشجوی زندانی آزاد باید گردد» از جمله شعار دانشجویان بود.[۳۸]

## ۸ مهر
- دانشگاه سیستان و بلوچستان: بعد از درگیری‌های خونین ۸ مهر زاهدان که به جمعه سیاه زاهدان معروف شد، کلیه کلاس‌های درس دانشگاه سیستان و بلوچستان تا ۱۵ مهر تعطیل و به صورت غیرحضوری اعلام شد.[۳۹][۴۰]

## ۹ مهر
- دانشگاه آزاد گوهردشت: دانشجویان این دانشگاه در تجمع اعتراضی خود از شعار «امسال سال خونه، سید علی سرنگونه» استفاده کردند.[۴۱]
- دانشگاه صنعتی اصفهان: در تجمعات در این دانشگاه در ۹ مهر، دانشجویان معترض با سر دادن شعارهایی نسبت به حجاب اجبار، سرکوب معترضان و سیاست‌های نظام اعتراض کردند.[۴۱][۴۲][۴۳][۴۴]
- دانشگاه شیراز: دانشجویان در این محوطهٔ این دانشگاه تجمع کردند و شعار «می‌جنگیم، می‌میریم، ایرانو پس می‌گیریم» سر دادند.[۴۱] این دانشجویان همچنین به هم‌خوانی ترانهٔ «برای…» پرداختند.[۴۴]
- دانشکده پزشکی البرز: در تجمع دانشجویان در دانشکده پزشکی کرج، معترضان از شعار «دانشجو می‌میرد، ذلت نمی‌پذیرد» استفاده کردند.[۴۴]
- دانشگاه علم و صنعت: معترضان در این دانشگاه دست به تحصن زدند.[۴۳]
- دانشگاه شهید باهنر کرمان: دانشجویان در صحن دانشگاه دست به تجمع و اعتراض زدند.[۴۳]
- سایر دانشگاه‌ها: به گزارش شورای صنفی دانشجویان کشور دانشجویان در دانشگاه‌های دولتی و آزاد ایران از جمله شهید بهشتی، دانشگاه علم و صنعت، صنعتی شریف، دانشکده دندان‌پزشکی دانشگاه آزاد تهران، دانشگاه آزاد تهران شمال و دانشگاه آزاد پونک، دانشکده زبان و ادبیات خارجی دانشگاه تهران، دانشگاه فردوسی مشهد و دانشگاه زنجان در این روز دست به تجمع‌های اعتراضی زدند.[۴۱][۴۲] برخی از این تجمعات با خشونت نیروهای امنیتی روبرو شدند که از گاز اشک‌آور برای متفرق کردن آنان استفاده کردند.[۴۱][۴۳]

## ۱۰ مهر

### حمله به دانشگاه صنعتی شریف
در پی اعتراض دانشجویان دانشکده توسط نیروهای امنیتی و لباس شخصی‌ها محاصره و ضمن علامت گذاری دانشجویان با تفنگ پینت بال هنگام خروج توسط لباس شخصی‌ها بازداشت می‌شدند، نیروی حراست نیز از خروج دانشجویان ممانعت می‌نمود، سر انجام نیروهای امنیتی به داخل دانشگاه حمله و در پارکینگ دانشگاه اقدام به تیراندازی با فشنگ جنگی به دانشجویان نمودند.
- دانشگاه علوم پزشکی کاشان: شماری از دانشجویان دانشگاه علوم پزشکی کاشان با تعطیل کردن کلاس‌ها در تجمع اعتراضی شرکت کردند و شعار «زن، زندگی، آزادی» سر دادند.[۴۸]
- سایر دانشگاه‌ها: دانشکده دندانپزشکی تهران، دانشگاه‌های صنعتی شریف، فردوسی مشهد، آزاد نجف‌آباد، دانشگاه رازی کرمانشاه، باهنر کرمان، علم و صنعت و بسیاری از دانشگاه‌های دیگر ایران میزبان تجمع‌های اعتراضی دانشجویان بودند. دانشکده دندانپزشکی تهران – دانشجویان این دانشگاه با سر دادن شعار «اوین شده دانشگاه، تهران شده بازداشتگاه» خواستار آزادی دانشجویان بازداشتی شدند و از اعتراضات مردم نیز حمایت کردند. علم و صنعت – دانشجویان در این دانشگاه تجمع اعتراضی برگزار کردند. اما پس از آن حراست دانشگاه به آنان اجازهٔ خروج از دانشگاه را نداد. دانشگاه آزاد تهران مرکز: معترضان در این دانشگاه با نیروهای امنیتی درگیر شدند.

## ۱۱ مهر
- دانشگاه علوم پزشکی بندرعباس: گروهی از دانشجویان دانشگاه علوم پزشکی بندرعباس در محکومیت حمله به دانشگاه شریف تجمع کردند و شعار «شریف شده قتلگاه، ایرانی بیرون بیا» سر دادند.[۴۹]

## ۱۲ مهر
- دانشگاه امام رضا: جمعی از دانشجویان دانشگاه بین‌المللی امام رضا مشهد در پردیس خواهران تجمع اعتراضی برگزار کردند و سرود «یار دبستانی من» را همخوانی کردند.[۵۰]
- دانشگاه قم: جمعی از دانشگاه قم با برگزاری تجمع اعتراضی، شعار «زن، زندگی، آزادی» را فریاد زدند.[۵۱]
- دانشگاه علوم پزشکی گیلان: جمعی از دانشجویان علوم پزشکی گیلان با برگزاری تحصن در محوطه دانشگاه و گرفتن پلاکارد در دستان خود، نسبت به استفاده از آمبولانس برای جابجایی نیروهای امنیتی و بازداشت دانشجویان اعتراض کردند.[۵۲]
- سایر دانشگاه‌ها: دانشجویان چندین دانشگاه ایران از جمله دانشگاه ارومیه، نوشیروانی بابل، فردوسی مشهد، دانشگاه تربیت مدرس، دانشگاه الزهرا، دانشکده مدیریت دانشگاه تهران، دانشگاه علم و صنعت، دانشگاه‌های علوم پزشکی تبریز و دانشگاه علوم پزشکی کردستان در این دانشگاه‌ها تجمع اعتراضی برگزار کردند[۵۳] دانشجویان دانشگاه شهید بهشتی تهران نیز علاوه بر برگزاری تجمع اعتراضی، از حضور در کلاس‌ها خودداری کردند.[۵۴]دانشکده مهندسی دانشگاه تهران:دانشجویان در محوطهٔ این دانشکده تجمع کردند و شعار سر دادند.[۵۴] دانشگاه علوم پزشکی یزد: دانشجویان این دانشگاه ضمن سر دادن شعارهای اعتراضی، بنرهای تبلیغات حجاب را نیز پایین کشیدند.[۵۴] دانشکده خواجه نصیر: پس از تجمع دانشجویان این دانشگاه، نیروهای امنیتی این دانشگاه را محاصره کردند.[۵۳]

## ۱۳ مهر
- دانشگاه بوعلی سینا: دانشگاه بوعلی سینا همدان در اطلاعیه‌ای از تعطیلی کلاس‌های حضوری و مجازی شدن آن برای دوره‌های کاردانی و کارشناسی تا ۲۳ مهر خبر داد. «عدم امکان تأمین آب مورد نیاز» دلیل این تصمیم عنوان شد.[۵۵]

## ۱۵ مهر
صدور فراخوان ادامه اعتصابات دانشجویی توسط دانشجویان دانشگاه‌های مختلف مانند: صنعتی شریف، تهران و علم و فرهنگ انجام شد. همچنین دانشجویان دانشگاه تهران اعلام کردند از روز شنبه ۱۶ مهر، دختران و پسران همگی در یک سلف غذاخوری مشترک حضور خواهند یافت.

## ۱۶ مهر
- دانشگاه الزهرا: همزمان با حضور ابراهیم رئیسی رئیس‌جمهوری ایران در دانشگاه الزهرا برای مراسم آغاز سالتحصیلی، جمعی از دانشجویان این دانشگاه تجمع اعتراضی برگزار کردند. این دانشجویان شعار «توپ تانک فشفشه، آخوند باید گم بشه»، «مرگ بر ستمگر، چه شاه باشه چه رهبر» و «رئیسی برو گمشو» سردادند.[۵۷][۵۸][۵۹]
- دانشگاه آزاد خوراسگان اصفهان: جمعی از دانشجویان دانشگاه آزاد خوراسگان اصفهان با برگزاری تجمع اعتراضی، شعار «دانشجو داد بزن، حقتو فریاد بزن» سر دادند.[۶۰]
- سایر دانشگاه‌ها: در مشهد جمعی از دانشجویان دانشگاه آزاد واحد امامیه، دانشجویان دانشگاه فردوسی مشهد، دانشجویان دانشگاه آزاد تهران مرکز واحد پونک و دانشجویان دانشکده فنی دانشگاه تهران تجمع‌های اعتراضی برپا نموده هر کدام شعارهای مختلفی مانند «ما همه مهسا هستیم، بجنگ تا بجنگیم»، «مرگ بر دیکتاتور»، «بسیجی دروغگو کارت دانشجوییت کو»، «مرگ بر خامنه‌ای» و «آزادی آزادی آزادی» سردادند.[۶۱]

## ۱۷ مهر
- دانشگاه علامه:
  - جمعی از دانشجویان دانشگاه علامه طباطبایی در مقابل ساختمان دانشگاه تجمع اعتراضی برپا کردند.[۶۲]
  - تلاش برخی دانشجویان دانشگاه علامه طباطبایی برای برداشتن تفکیک جنسی سلف با ممانعت مسئولین دانشگاه مواجه شد و دانشجویان در یک حرکت اعتراضی، در محوطه دانشگاه و بر روی زمین غذا خوردند.[۶۳]
- دانشگاه گیلان: جمعی از دانشجویان دانشگاه گیلان با تجمع، تفیکیک جنسیتی سلف دانشگاه را برداشتند و در کنار یکدیگر غذا خوردند. چند دانشجوی دختر نیز در یک حرکت اعتراضی، روسری از سر خود برداشتند.[۶۴]
- دانشگاه آزاد باراجین قزوین: جمعی از دانشجویان دانشگاه آزاد باراجین قزوین در حیاط این دانشگاه تجمع کرده و شعار «ما تماشاگر نمی‌خواهیم، به ما ملحق شوید» داده‌اند.[۶۲]

در دانشگاه آزاد تهران واحد مرکز، دانشجویان دانشکده هنر نیز به معترضان پیوستند و شعار می‌دادند «خیابونا غرق خون، استادامون خفه خون». آنها خواهان حمایت هر چه بیشتر استادان دانشگاه از قیام سراسری شدند.

## ۱۸ مهر
- دانشگاه امیرکبیر: جمعی از دانشجویان دانشگاه امیرکبیر با برگزاری تجمع اعتراضی، شعارهایی از قبیل «فقر و فساد و بیداد، مرگ بر استبداد» و «نه روسری نه تو سری، آزادی و برابری» سر دادند.[۶۵]
- دانشگاه علامه: جمعی از دانشجویان دانشکده ادبیات دانشگاه علامه طباطبایی با برگزاری تجمع اعتراضی، همزمان با دست زدن در کنار هم شعار «فقر و فساد و بیداد، ننگ بر این استبداد» سر دادند.[۶۶]
- دانشگاه گیلان: جمعی از دانشجویان دانشگاه گیلان با برگزاری یک راهپیمایی، شعارهای «آزادی، آزادی، آزادی» و «زن، زندگی، آزادی» سر دادند.[۶۷]
- دانشگاه شیراز: گروهی از دانشجویان دانشکده دندانپزشکی شیراز با دادن شعارهایی مانند «هر یک نفر کشته شه، هزار نفر پشتشه» تجمع اعتراضی بر پا کردند.[۶۵]
- دانشگاه الزهرا: تعدادی از دانشجویان دانشگاه الزهرا تهران با تشکیل تجمع و با دادن شعار «دانشجوها غرق خون، استادامون خفه‌خون» اعتراضشان را به تشکیل برخی کلاس‌ها نشان دادند.[۶۸]

## ۱۹ مهر
- دانشگاه تربیت مدرس: جمعی از دانشجویان دانشگاه تربیت مدرس تهران، با برگزاری تجمع و سر دادن شعار «سنندج، زاهدان، خونین تمام ایران» نسبت به سرکوب خشونت‌آمیز اعتراضات در سنندج و کشتار معترضان در زاهدان اعتراض کردند.[۶۹]
- دانشگاه گیلان: جمعی از دانشجویان دانشگاه گیلان با شعار «دانشجوی با غیرت، حمایت حمایت» در محوطه این دانشگاه تجمع کردند.[۷۰]
- دانشگاه هنر تهران: شماری از دانشجویان دانشگاه هنر تهران در یک حرکت اعتراضی، در کنار هم حلقه‌ای به شکل «خون» تشکیل دادند و سرود «زن، زندگی، آزادی» را اجرا کردند.[۷۱]

## ۲۰ مهر
به گزارش شورای صنفی دانشجویان دانشگاه همدان، نگین عبدالملکی، دانشجوی مهندسی پزشکی، بر اثر ضربات باتوم کشته شده است.

## ۲۳ مهر
- دانشکده فنی و حرفه ای شریعتی: جمعی از دانشجویان دانشکده فنی و حرفه ای دختران دکتر شریعتی تهران با برگزاری تجمع اعتراضی، شعار «از زاهدان تا تهران، خونین تمام ایران» سر دادند.[۷۴]
- دانشگاه تهران: تعدادی از دانشجویان دانشکده مهندسی مواد و متالوژی دانشگاه تهران در یک حرکت اعتراضی، بر روی درهای کلاس نماد دست‌های آغشته به خون کشیدند.[۷۵]

## ۲۴ مهر
- دانشگاه تهران: شماری از دانشجویان دانشکده فنی دانشگاه تهران در امیرآباد تجمع اعتراضی برگزار کردند. دانشجویان در واکنش به آتش‌سوزی در زندان اوین شعارهایی مانند «تهران شده بازداشتگاه، اوین شده کشتارگاه» و «باز سینما رکسی دیگه، مردم پاشین بسه دیگه» سر دادند.[۷۶]
- دانشگاه علامه: جمعی از دانشجویان دانشکده ادبیات دانشگاه علامه طباطبایی با برگزاری تجمع اعتراضی، شعار «زن، زندگی، آزادی» و «دانشجو می‌میرد، ذلت نمی‌پذیرد» سردادند.[۷۷]
- دانشگاه علوم پزشکی تبریز: جمعی از دانشجویان دانشگاه علوم پزشکی تبریز، با شعار «آذربایجان اویاقدی، کوردیستانا دایاقدی» (آذربایجان بیدار است، حامی کردستان است) در محوطه این دانشگاه تجمع کردند.[۷۸]
- دانشگاه علوم پزشکی گیلان: جمعی از دانشجویان دانشگاه علوم پزشکی گیلان در محوطه این دانشگاه تجمع برگزار کردند. «هی کشتن و تیر زدن، اوین رو آتیش زدن» و «شریف شده بازدانشگاه، اوین شده دانشگاه» از شعارهایی بود که در واکنش به حادثه آتش‌سوزی در زندان اوین سر داده شد.[۷۹]
- دانشکده فنی و حرفه‌ای شریعتی: شماری از دانشجویان دانشکده فنی و حرفه‌ای دختران شریعتی تهران تجمع اعتراضی برگزار کردند و شعارهایی از جمله «ما همه مهسا هستیم، بجنگ تا بجنگیم» و «نه روسری، نه توسری، آزادی و برابری» سر دادند.[۸۰]
- دانشگاه خوارزمی: شماری از دانشجویان دانشگاه خوارزمی در واحدهای تهران و کرج تجمع اعتراضی برگزار کردند و شعار «آزادی» سر دادند. یکی از این تجمع‌ها با حضور نیروهای بسیجی منجر به درگیری شد.[۸۱]
- دانشگاه نبی اکرم تبریز: جمعی از دانشجویان دانشگاه نبی اکرم تبریز با تجمع و نشستن در راهروهای دانشگاه، تحصن سکوت برگزار کردند. شماری از دانشجویان دختر نیز در یک حرکت اعتراضی حجاب خود را برداشتند.[۸۲]
- سایر دانشگاه‌ها: دانشگاه شهید بهشتی، دانشگاه علامه طباطبایی، دانشگاه خواجه نصیر تهران، دانشگاه فردوسی مشهد، دانشگاه الزهرا، دانشگاه علوم پزشکی بابل، دانشگاه آزاد کرج، دانشگاه هنر تهران، دانشگاه شهرکرد، دانشگاه علم و فناوری مازندران، علوم پزشکی تبریز، دانشگاه آزاد نجف آباد، دانشگاه خوارزمی واحد تهران و کرج، دانشگاه سوره و دانشگاه آزاد تهران واحد پونک نیز از جمله دانشگاه‌هایی بودند که تجع اعتراضی برگزار شد و دانشجویان شعار سر دادند.[۸۳]

## ۲۵ مهر
- دانشگاه علوم پزشکی اردیبل: شماری از دانشجویان پزشکی اردبیل در بیمارستان امام خمینی این شهر تجمع اعتراضی برگزار کردند. «گزارشای کشکی، مرگ بر این پزشکی» از جمله شعار معترضان بود.[۸۴]
- دانشگاه آزاد نجف آباد: شماری از دانشجویان دانشگاه آزاد نجف آباد تجمع اعتراضی برگزار کردند و در آن شعار «نه شاه میخوایم نه ملا، مرگ به آیت‌الله» سر دادند.[۸۵]

## ۲۶ مهر
- دانشگاه علامه:
  - حضور علی بهادری جهرمی سخنگوی دولت برای جلسه پرسش و پاسخ با دانشجویان در دانشگاه علامه طباطبایی با اعتراض و شعارهای جمعی از دانشجویان در سالن مواجه شد. برخی از دانشجویان نیز به نشانه اعتراض، جلسه را ترک کردند.[۸۶]
  - جمعی از دانشجویان دانشگاه علامه در اعتراض به حضور سخنگوی دولت، در مقابل دانشکده حقوق و علوم سیاسی تجمع برگزار کردند و شعارهایی مانند «توپ تانک مسلسل دیگر اثر ندارد، به مادرم بگویید دیگر دختر ندارد» سر دادند.[۸۷]
- دانشگاه گیلان: جمعی از دانشجویان دانشگاه گیلان علی‌رغم بارش باران تجمع برگزار کردند. «نه روسری، نه توسری، آزادی و برابری» از جمله شعار دانشجویان بود.[۸۸]
- دانشگاه مازندران: جمعی از دانشجویان دانشگاه مازندران با برگزاری تجمع اعتراضی، شعار «زن زندگی آزادی، مرد میهن آبادی» سر دادند.[۸۹]
- دانشگاه علم و فرهنگ: معاونت دانشجویی فرهنگی دانشگاه علم و فرهنگ از آزادی تمامی دانشجویان بازداشت شده این دانشگاه خبر داد.[۹۰]
- سایر دانشگاه‌ها: جمعی از دانشجویان دانشگاه هنر تهران و دانشگاه هنر تبریز با سر دادن شعارهای مخالف حکومت تجمع‌های اعتراضی برپا کردند.[۹۱][۹۲][۹۳]

## ۲۷ مهر
- دانشگاه رازی کرمانشاه: جمعی از دانشجویان دانشگاه رازی کرمانشاه با برگزاری تجمع، شعارهای اعتراضی سر دادند.[۹۴]
- سایر دانشگاه‌ها: در تهران، دانشجویان دانشکده زبان و ادبیات خارجی و دانشگاه علامه طباطبایی، همچنین دانشجویان دانشگاه‌های اصفهان، تهران و مازندران تجمع اعتراضی برپا کردند.[۹۵][۹۶]

## ۳۰ مهر
- دانشگاه یاسوج: در تجمع اعتراضی دانشجویان در دانشگاه یاسوج، از پهپاد شناسایی (هلی شات) برای شناسایی معترضین استفاده شد. در این دانشگاه چند درگیری نیز گزارش شد.[۹۷]
- سایر دانشگاه‌ها: اعتراضات دانشجویان در دانشگاه‌های تهران، صنعتی شریف، شهید بهشتی، علامه طباطبایی، علوم پزشکی تبریز، علوم پزشکی همدان، رازی کرمانشاه، یاسوج، هنر و معماری یزد، جندی شاپور اهواز و در دانشگاه مازندران با سر دادن شعارهای مختلف ادامه یافته است.[۹۸][۹۹]